# جويل كولتون
جويل كولتون (بالإنجليزية: Joel Colton)‏ هو مؤرخ أمريكي، ولد في 23 أغسطس 1918 في ذا برونكس في الولايات المتحدة، وتوفي في 17 أبريل 2011 في درم في الولايات المتحدة بسبب قصور القلب.
حصل كولتون على درجة البكالوريوس. في التاريخ من City College في عام 1939 وماجستير من جامعة كولومبيا في عام 1940م. بعد خدمته في الجيش الأمريكي خلال الحرب العالمية الثانية ، عاد إلى كولومبيا ، حيث حصل على درجة الدكتوراه. في عام 1950م